# VOCES8

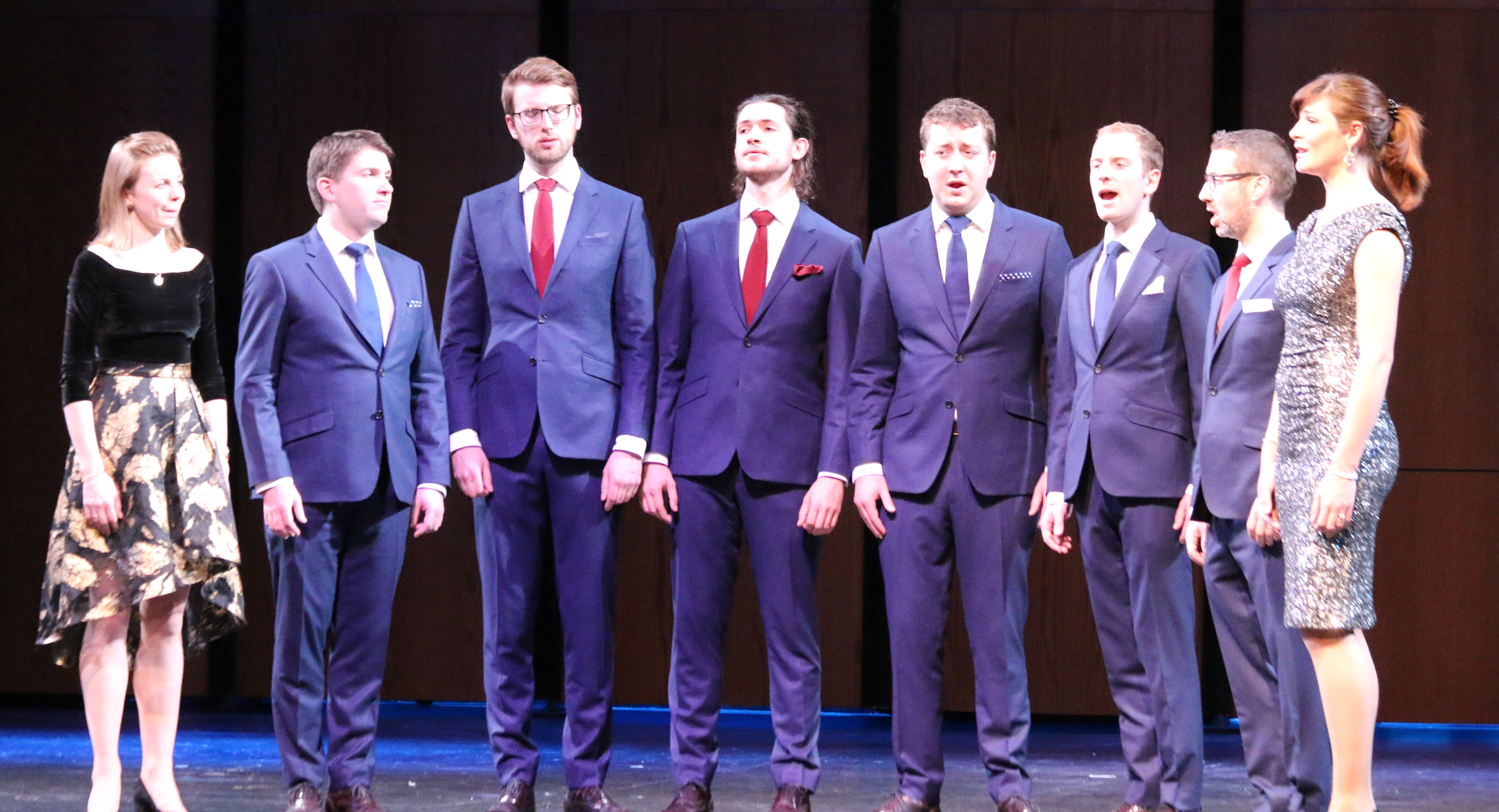
2017年のパフォーマンス

VOCES8（ヴォーチェス・エイト）は、イギリスの声楽（ア・カペラ）グループ。2005年結成。

## 概要
ルネサンス期を中心とした合唱作品や、メンバーによるジャズやポップスなどのポピュラー音楽の編曲作品を主なレパートリーとする。メンバーのみによるア・カペラ形態での演奏のほか、フィルハーモニア管弦楽団、ロンドン・フィルハーモニー管弦楽団などとのオーケストラとの共演も行っている。2017年にはアメリカ、ヨーロッパ諸国、日本を巡るワールドツアーを挙行した。更に、2018年12月には来日ツアーを挙行し、沖縄県でも公演を行った。
また、アウトリーチ活動や音楽教育活動も行っている。元メンバーのポール・スミス（バリトン）によって書かれた教材「The VOCES8 Method」は、イギリスの約3500の学校で使用されている。

## メンバー
- アンドレア・ヘインズ（Andrea Haines, ソプラノ1）2008年〜
- エレオノーラ・ポイニャント（Eleonora Poignant, ソプラノ2）2025年〜
- ケイティ・ジェフリーズ・ハリス（Katie Jeffries-Harris, アルト）2018年〜
- バーナビー・スミス（Barnaby Smith, カウンターテナー）2005年〜
- ブレイク・モーガン（Blake Morgan, テノール1）2016年〜
- ユアン・ウィリアムソン（Euan Williamson, テノール2）2019年〜
- クリストファー・ムーア（Christopher Moore, バリトン）2018年〜
- ドミニク・カーバー（Dominic Carver, バス）2022年〜

## 旧メンバー
- エレノア・コッカーハム（Eleonore Cockerham, ソプラノ2）
- サム・ドレッセル（Sam Dressel, テノール2）
- ジョナサン・ペイシー（Jonathan Pacey, バス）